# Croûtes normandes
 (août 2014).
Les croûtes normandes sont une spécialité culinaire de Normandie.
Il s’agit d’un dessert consistant, fait de tranches de brioche rassise, garnies de compote de pommes bien sucrée, trempées dans un mélange d’œufs battus avec du calvados et dorées au beurre puis saupoudrées de sucre et caramélisées sur le gril du four.
Elles se servent chaudes avec un accompagnement de crème fraîche épaisse. Certains l'agrémentent de miel ou de cannelle, voire de sucre vanillé.